# Kreis Safien
| Safien              | Safien            |
| ------------------- | ----------------- |
| Safien              |                   |
| Basisdaten          |                   |
| Staat:              | Schweiz           |
| Kanton:             | Graubünden (GR)   |
| Bezirk:             | Surselva          |
| Hauptort:           | Safiental         |
| Fläche:             | 156,93 km²        |
| Einwohner:          | 928 (31.12.2009)  |
| Bevölkerungsdichte: | 6 Einw. pro km²   |
| Aufgehoben am:      | 31. Dezember 2015 |
| Karte               |                   |
| Karte von Safien    |                   |

Der Kreis Safien bildete bis am 31. Dezember 2015 zusammen mit den Kreisen Disentis, Ilanz, Lugnez und Ruis den Bezirk Surselva des Kantons Graubünden in der Schweiz. Der Sitz des Kreisamtes war in Safiental. Durch die Bündner Gebietsreform wurden die Kreise aufgehoben.

## Gemeinden
Der Kreis setzte sich aus folgenden Gemeinden zusammen:
| Wappen    | Name der Gemeinde | Einwohner (Dez. 2009) | Fläche in km² | BFS-Nr |
| --------- | ----------------- | --------------------- | ------------- | ------ |
| Safiental | Safiental         | 963                   | 156,93        | 3672   |

## Veränderungen im Gemeindebestand seit 2000

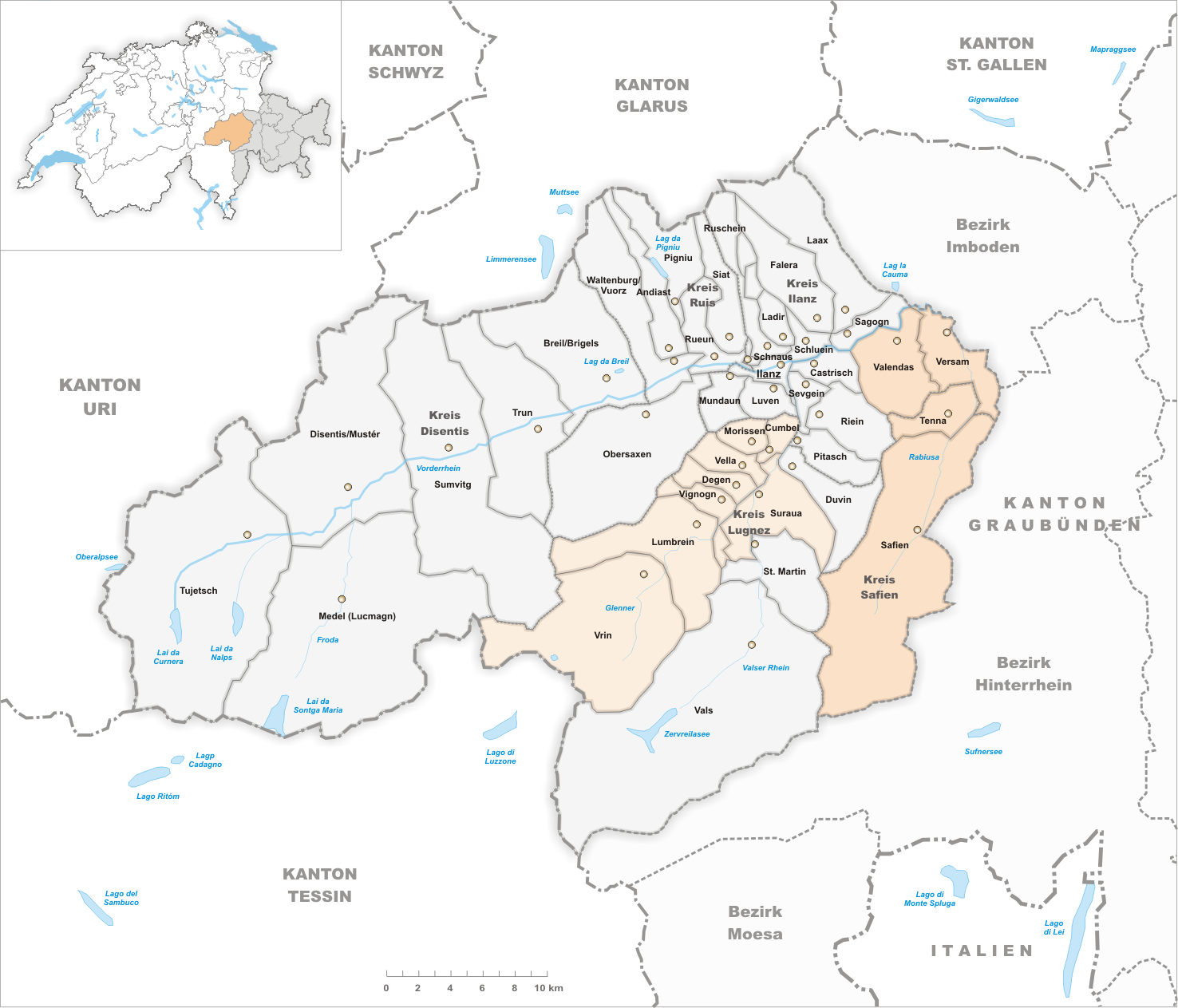
Gemeinden bis 2012

### Fusionen
- 2013 Valendas, Versam, Tenna und Safien → Safiental